# کلاه‌قرمزی ۹۲
کلاه قرمزی ۹۲ چهارمین سریال نوروزی کلاه قرمزی پس از کلاه قرمزی ۸۸، کلاه قرمزی ۹۰ و کلاه قرمزی ۹۱ است.

## تولید
این سریال قرار بود پانزدهم بهمن کلید بخورد، اما چند روز بعد حمید مدرسی تهیه‌کننده این مجموعه تولید این سریال را به دلیل مشکلات مالی منتفی دانست. اما یک هفته بعد علی بخشی زاده مدیر شبکه دوم سیما این موضوع را تکذیب کرد و عنوان کرد که مجموعه کلاه قرمزی قطعاً در نوروز پخش خواهد شد. اما چند روز بعد حمید مدرسی بیان کرد که منتظر کلاه قرمزی نباشید. پس از کش و قوس‌های فراوان ایجاد شده و برگزاری جلسهٔ مدیران سازمان صدا و سیما با حضور حمید مدرسی و علی دارابی معاونت سیما؛ وی عنوان کرد که کلاه قرمزی نوروز ۹۲ هم از تلویزیون پخش خواهد شد.
این سریال از پربیننده‌ترین مجموعه‌های تلویزیونی در نوروز۹۲ بود

## عوامل
- کارگردان: ایرج طهماسب
- نویسندگان: حمید جبلی و ایرج طهماسب
- تهیه کننده: حمید مدرسی
- مدیر تولید: سید علی قائم مقامی
- طراح صحنه: مجید میرفخرایی
- طراح لباس: ژاله آنت
- طراحی و ساخت عروسک‌ها: مرضیه محبوب
- کارگردان تلویزیونی و تدوین: میثم مولایی
- مشاور هنری: حبیب رضایی
- طراح گریم: مهرداد میرکیانی
- موسیقی: محمدرضا علیقلی
- دستیار کارگردان و برنامه‌ریز: میثم کزازی

## تاریخ‌ها و زمان‌ها
- سال تولید: ۱۳۹۱
- تاریخ شروع پخش: ۲۹-۱۲-۱۳۹۱
- تاریخ پایان پخش: ۱۴-۰۱-۱۳۹۲
- تعداد قسمت: ۱۴
- مدت قسمت: ۶۰ دقیقه
- مدت کل: ۸۴۰ دقیقه